# Elmer (Nova Jersey)
Elmer és una població dels Estats Units a l'estat de Nova Jersey. Segons el cens del 2007 tenia 1.343 habitants.

## Demografia
Segons el cens del 2000, Elmer tenia 1.384 habitants, 524 habitatges, i 385 famílies. La densitat de població era de 614,2 habitants/km².
Dels 524 habitatges en un 35,7% hi vivien nens de menys de 18 anys, en un 58% hi vivien parelles casades, en un 11,6% dones solteres, i en un 26,5% no eren unitats familiars. En el 22,3% dels habitatges hi vivien persones soles el 10,1% de les quals corresponia a persones de 65 anys o més que vivien soles. El nombre mitjà de persones vivint en cada habitatge era de 2,61 i el nombre mitjà de persones que vivien en cada família era de 3,06.
Per edats la població es repartia de la següent manera: un 24,4% tenia menys de 18 anys, un 8,6% entre 18 i 24, un 29,8% entre 25 i 44, un 21,7% de 45 a 60 i un 15,5% 65 anys o més.
L'edat mediana era de 37 anys. Per cada 100 dones de 18 o més anys hi havia 87,5 homes.
La renda mediana per habitatge era de 46.172 $ i la renda mediana per família de 58.438 $. Els homes tenien una renda mediana de 39.896 $ mentre que les dones 27.583 $. La renda per capita de la població era de 21.356 $. Aproximadament el 4,6% de les famílies i el 5,3% de la població estaven per davall del llindar de pobresa.

## Poblacions més properes
El següent diagrama mostra les poblacions més properes.